# Карпов, Максим Сергеевич
Максим Сергеевич Карпов (род. 22 ноября 1977 года, Москва) —российский предприниматель, импакт-инвестор, кандидат юридических наук (2003), автор монографии и публикаций о бизнесе, победитель Национального конкурса «Лидеры России» 2017—2018 годов.

## Биография
Максим Сергеевич Карпов родился 22 ноября 1977 года в Москве. Учился в общеобразовательной школе № 331 в Люблино. После окончания школы поступил на юридический факультет МГУ.
В 1999 году с отличием окончил Московский государственный университет имени М. В. Ломоносова. В 2001 получил степень магистра в сфере частного права в Российской Школе Частного Права. В том же году окончил курс по праву в Leiden University (Нидерланды).
В 2003 году защитил диссертацию на степень кандидата юридических наук по теме: «Гражданско-правовые меры оперативного воздействия». Является преподавателем и спикером РАНХиГС, НИУ ВШЭ, МГУ, СКОЛКОВО.
В 2010 году получил степень EMBA SKOLKOVO. Выпускник курса по маркетингу и продажам в бизнес-школе Kellogg-Recanati (Israel). В 2019 получил степень мастера государственного управления в РАНХиГС.
Автор монографии и более 50 публикаций о бизнесе, инновациях и коммуникациях в Forbes, Financial Times, Harvard Business Review, РБК, Коммерсантъ, Ведомости.

## Карьера
С 1999 по 2003 год руководил юридической службой Лесосибирского ЛДК № 1 и Новороссийского лесного порта.
В 2003 году начал предпринимательскую карьеру. За это время создал с нуля свыше двадцати бизнесов в сфере девелопмента, управления сообществами, венчурных инвестиций, образования и т. д. С 2012 года — сооснователь предпринимательского сообщества бизнес-школы «Сколково», член наблюдательного совета.
В 2016 году основал российский инвестиционный фонд, специализирующийся на судебных инвестициях — NLF Group.
С 2017 года является сооснователем и управляющим партнёром делового сообщества «Клуб первых» для собственников и ТОП-менеджеров..
В 2018 году был признан победителем конкурса «Лидеры России» 2017—2018 годов.
В 2019 году совместно с доктором психологических наук, заслуженным профессором МГУ Тахиром Базаровым создал некоммерческий исследовательский и просветительский проект, призванный сформулировать научно достоверный взгляд на теорию и практику переговоров — «Лаборатория переговорных исследований».
С 2021 года — основатель и заведующий Лаборатории межличностных коммуникаций и переговоров на базе экономического факультета МГУ.
Основатель, председатель совета Делового сообщества и член первого исполкома клуба «Эльбрус».

## Награды
- Победитель конкурса «Лидеры России» в 2017—2018 годах[22].

## Семья
Отец — Карпов Сергей Владимирович, (род. 1956).
Мать — Карпова Наталья Владимировна (1953—2014).
Женат, двое детей.